# Huaca
Huaca (wak'a) to w języku keczua słowo wieloznaczne. Może oznaczać rzecz zasługującą na szacunek, wielką, wspaniałą, świętą, dziwną lub przeklętą. Za huaca uważano wielkie kamienie, niektóre rzeki, czasem budowle, drzewa itd. Inkowie składali huaca okrutne ofiary z ludzi (często z dzieci, gdyż uważali je za istoty niewinne, posiadające największą moc ułaskawienia bogów), zwierząt, kukurydzy i koki. Każda huaca miała przydzielony kawałek ziemi i kapłanów. Zdarzali się władcy, którzy tępili kult huaca jako obniżający wiarę w Słońce.
Jedną z najsłynniejszych huaca jest sanktuarium Pachacámac. W XV w. zostało podbite przez Inków. Mieszkańcy Pachacamac oddawali tam cześć bożkowi Pacha Kamaqowi, utożsamianemu z Wirakoczą. Po podboju doliny Rímac, w której znajdował się Pachacámac, obok jego świątyni stanęła świątynia Słońca. Podczas konkwisty posąg boga został rozbity przez Hernando Pizarro. Inną ciekawą huacą jest skała znajdująca się niedaleko Cuzco. Według legendy jest to brat Manco Capaca zamieniony w kamień.